# 学艶七不思議
『学艶七不思議』（がくえんななふしぎ）は、船堀斉晃による漫画作品およびそれを原作とするアダルトアニメ。

## 解説
霊媒師・角田未亜の活躍を描いた成人向け漫画。単行本は1995年7月、にコアマガジンのホットミルクコミックスレーベルよりリリースされた。

## 登場人物
声優はOVA版キャスト
角田未亜
声： 深井晴花
主人公。表向きは蒼林学園の、超心霊科学研究部の部長。その真の姿は淫術をもって、悪霊を退散させることに長けた霊媒師。
プロポーション抜群の美少女で、除霊時は専用のセーラー服を身にまとう。
牧野久美
声：楠鈴音
蒼林学園の女子生徒。こっくりさんによる騒動の解決の依頼がきっかけで、未亜と知り合うようになった。
吉川黎二
声：高橋伸也
蒼林学園の男子生徒。超心霊科学研究部の部員。未亜の助手的立場で淫術に必要な竿役に使われたりしている。
本宮麻里
声：澤野あいこ
久美の同級生で、久美にこっくりさんをしないかと持ちかけた。
立花冷奈
声：山下萌
久美の同級生で、麻里と久美の3人で、こっくりさんをした。
北川
声：不明
未亜のクラスメイト。斜に構えたストイックな態度で女子にモテるが、実際にはナルシストのヘタレ。女子に対して不信感があって閉じ込めていた性欲が生霊となってプール使用中の女子を裸に剥いていた。挙句の果てに授業中のクラス丸ごと巻き込む騒ぎを起こすが、未亜によって性欲を戻されて吹っ切れたスケベになった。
OVA版では蒼林学園の元生徒会長。『怪ノ弐』に登場。成績もトップの優等生だったが、ガールフレンドの清水と、肉体関係が結べずにいて彼女から離別されてしまう。清水と別れたショックで、引きこもりになっていたが、果たせなかった性欲が暴走して悪霊と化し  夜中の学校に現れては、女子生徒を見境なく襲いレイプしていた。退治に現れた未亜にも襲い掛かり、裸に剥いで失禁させた後に  未亜をレイプしようとしたが、犯そうとしたところを決死の反撃を受け、除霊された。その後、清水とも和解し、彼女と無事に結ばれた。

## OVA
2003年10月25日には『怪ノ壱』が、翌年2004年2月25日には『怪ノ弐』がいずれもミルキーレーベルより発売された。
北米では"Sex Craft"の題名で、2008年1月15日にメディアブラスターから発売された。

### あらすじ
『怪ノ壱』
牧野久美、本宮麻里、立花冷奈の3人は、軽い気持ちで、こっくりさんを始める。
だが、出てきたのは人の精気を喰らう悪霊。悪霊は麻里と久美の身体を利用して、男たちの精気を貪っていく。
久美は無意識のうちに男を求めて、彷徨い歩く自分に、言い知れぬ恐怖を感じ、学園の名物部である、超心霊科学研究部を訪ねる。
彼女を迎えたのは、卓越した淫術を駆使し、悪霊を退散させる天才霊媒師・角田未亜だった。
『怪ノ弐』
人気のない放課後で、女子生徒が何者かに強姦される、連続レイプ事件が発生。
悲鳴を聞いた生徒たちによって、犯人は屋上へ追いつめられるが、忽然と姿を消す。
自殺した生徒の地縛霊による仕業との、風評を耳にした角田未亜は、再び除霊用セーラー服を身に纏い、独自の調査に乗り出す。
だが、調査線上に浮かんだのは悪霊ではなく、人一倍強い性欲を持ちながら、想いを遂げられずにいる、哀れな男の姿であった。

### スタッフ
- 原作：船堀斉晃
- プロデューサー：渡来猛人
- 脚本：佐藤和治
- 演出：矢越守
- コンテ：矢越守
- キャラクターデザイン：よし天
- 作画監督：峰雪
- 色彩設定：水無月生
- 美術監督：伊東和宏
- 撮影：デジタルギア
- 編集：MIYA
- 制作進行：古家仁司
- アニメ制作：スタジオジャム
- 企画協力：イメージハウス